# Asphondylia silicula
Asphondylia silicula är en tvåvingeart som beskrevs av Gagne 1990. Asphondylia silicula ingår i släktet Asphondylia och familjen gallmyggor. Inga underarter finns listade i Catalogue of Life.